# Fargesia concinna
Fargesia concinna är en gräsart som beskrevs av Tong Pei Yi. Fargesia concinna ingår i släktet bergbambusläktet, och familjen gräs. Inga underarter finns listade i Catalogue of Life.